# Östersjön
För andra betydelser, se Östersjön (olika betydelser).
Östersjön, även kallad Baltiska havet eller Baltiska sjön, är ett cirka 413 000 kvadratkilometer stort och upp till 459 meter djupt innanhav med bräckt vatten, beläget i norra Europa. Östersjön gränsar politiskt i väster till Danmark och Sverige, i öster till Finland, Ryssland, Estland, Lettland och Litauen, i söder till Polen och Tyskland.
Östersjön tillförs vatten från ett stort antal floder. Några av de stora floder som mynnar i Östersjön är Neva, Wisła, Oder, Daugava, Njemen, Dalälven, Torneälv, Kemi älv, Ule älv och Narva. Av dessa är Neva den vattenrikaste som ansvarar för cirka 20 procent av Östersjöns sötvattentillskott. Vattnet lämnar sedan Östersjön genom Öresund, Lilla Bält och Stora Bält, vartefter det flödar vidare till Nordsjön genom baltiska strömmen och norska kustströmmen. Det är däremot ovanligt med vattenflöde in från Nordsjön. Det är denna process med ett stort tillflöde av sött vatten och litet tillflöde av salt vatten som gör att vattnet blir bräckt.
Vid Åland avgränsas ett särskilt bäcken som kallas Bottenhavet. Vid Umeå finns ännu ett smalt ställe, Norra kvarken, som skiljer Bottenhavet från Bottenviken. Från den egentliga Östersjöns norra del sträcker sig åt öster Finska viken (mellan Finland och Estland) och Rigabukten. Ebb och flod är i princip osynliga i Östersjön på grund av att skillnaden är 15 centimeter. Högvatten med upp till 3 meter över medelvärdet (i Finska viken ibland 4 meter) och lågvatten med upp till 2,5 meter under medelvärdet uppstår till följd av lufttrycksskillnader och vindens aktivitet.
Vid stränderna och i skärgårdarna är stora delar av Östersjön om vintrarna täckta med is. Bottenviken är alltid helt isbelagd under delar av vintern, likaså de inre delarna av Finska viken. Bälten och Öresund är vissa år överfrusna med drivis och packis.
I Östersjön finns flera större öar, som Gotland, Öland (Sverige), Bornholm (Danmark), Dagö, Ösel (Estland), Åland (Finland) och Rügen (Tyskland).
De största städerna vid Östersjökusten är Sankt Petersburg (Ryssland), Stockholm, (Sverige) Helsingfors (Finland), Kiel, Rostock (Tyskland), Gdańsk (Polen), Riga (Lettland), Szczecin, Gdynia (Polen), Kaliningrad (Ryssland), Tallinn (Estland) och Klaipėda (Litauen); ibland räknas även Köpenhamn (Danmark) och Malmö (Sverige), då även Öresund ofta räknas in.
De fiskarter som utgör de kvantitativt största fångsterna i Östersjön är skarpsill, strömming och torsk. Ekonomiskt står även laxfångsten för ett betydande värde.

## Geologisk utvecklingshistoria
Östersjön liknar i viss mån en stor flodbädd, med sina två ”bifloder”, Finska viken och Bottniska viken. Geologiska undersökningar har gjorts på slam från den sena tertiärtiden i Nederländerna och i södra Nordsjön. Genom jämförelser med bergarterna i Östersjöområdet har dessa undersökningar indikerat att det fanns en flod i området före Pleistocen: Eridanos. Serien av nedisningar under pleistocen gröpte ur flodslätten till en havsbassäng. Vid tiden för den senaste mellanistiden, Eem-interglacialen, fanns en öppen förbindelse mellan Östersjön och Vita havet.
De avgörande faktorer som bestämde Östersjöns utveckling sedan den senaste istidens slut består i hur den fasta grundens påverkats av istäckets tyngd och den efterföljande isostatiska återjusteringen, det vill säga landhöjningen i kombination med de förbindelsekanaler som vattnet kunde finna till Nordsjön–Atlanten antingen genom sund i Danmark eller vad som nu är Sveriges stora insjöar plus förbindelsen via Ladoga–Onega till Vita havet och Norra ishavet.
När inlandsisen smälte bort från södra Sverige, för ungefär 11 000 år sen, var Östersjön ett hav med delvis helt andra konturer än i dag. Genom landets höjning avspärrades småningom utloppen, och Östersjön blev en sötvattensjö. Landet steg vid denna tid hastigt, beräkningar antyder att det tidvis kan ha handlat om mer än en meter i höjdled om året. När detta övergick till landsänkning i sydväst skapades utlopp vid Öresund och Stora Bält, vilka i början var både bredare och djupare än i dag, varigenom Atlantens saltvatten fick bättre tillträde. Genom ny landhöjning blev avloppen åtsnörda, vilket ledde till vattnets alltjämt pågående långsamma utsötning. Kringliggande länders nivåförändringar pågår fortfarande med ett höjningsmaximum vid ångermanländska kusten, där landet stiger med cirka 1 meter på ett sekel.
Det fanns flera föregångare under årtusendena efter isen till det som vi i dag kallar för Östersjön. Flera av sjöarna och haven har fått namn efter marina organismer (gärna snäckor och musslor), till exempel Littorina-snäckan, som utgör tydliga markörer på förändrad vattentemperatur och salthalt:
| Östersjön före Östersjön |
| - Eemhavet, 130 000–115 000 f.Kr. - Baltiska issjön, 10 600–8 300 f.Kr. - Yoldiahavet, 8 300–7500 f.Kr. - Ancylussjön, 7 500–6 000 f.Kr. - Mastogloiahavet, 6 000–5 500 f.Kr. - Litorinahavet, 5 500–2 000 f.Kr. - Limneahavet, 2 000 f.Kr. – nutid |

## Definitioner
| Namn                | Områden som ingår |
| ------------------- | --- |

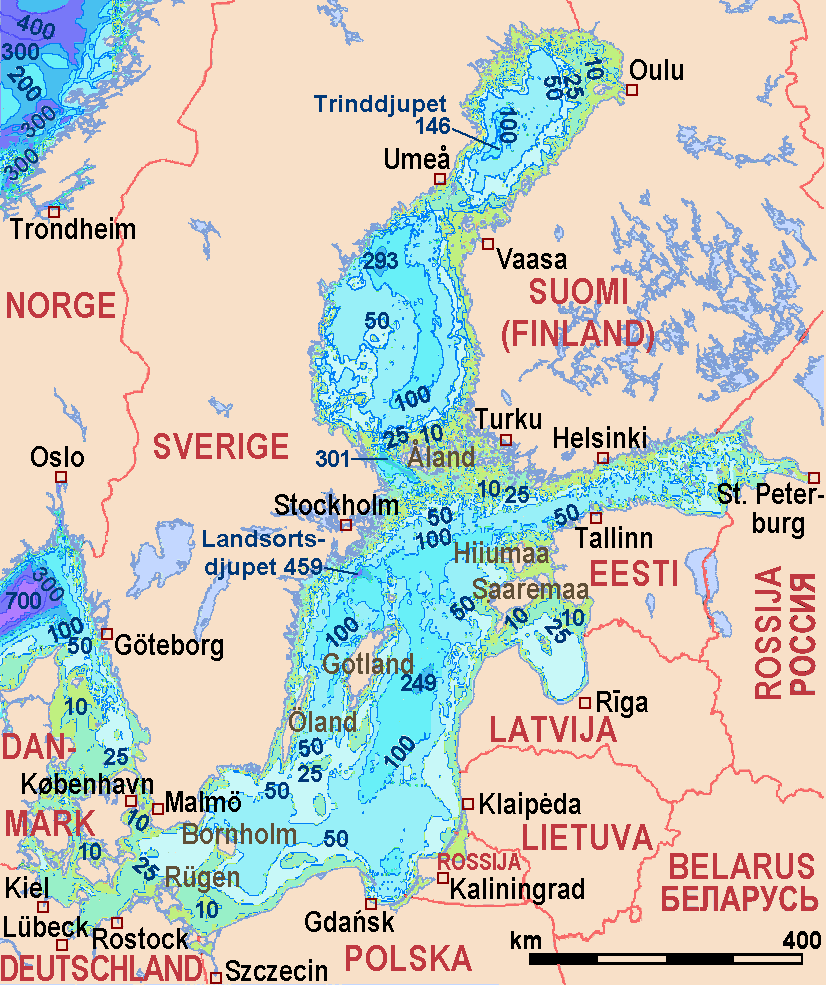
Batymetriskt sjökort, djupangivelser i [m

| Östersjöländer      | Danmark, Estland, Finland, Lettland, Litauen, Polen, Ryssland, Sverige, Tyskland. |
| Östersjöområdet     | Bottniska viken, Finska viken, Rigabukten, Egentliga Östersjön, Bälthavet, Öresund, Kattegatt. |
| Östersjön           | SNA: Bottniska viken, Finska viken, Rigabukten, Egentliga Östersjön. SMHI: Bottniska viken, Egentliga Östersjön. |
| Egentliga Östersjön | SNA: Norra Östersjön, Centrala Östersjön, Södra Östersjön, Gdańskbukten. SMHI: Södra Bälthavet, Arkonahavet, Bornholmshavet, Östra Gotlandshavet, Norra Gotlandshavet, Västra Gotlandshavet, Rigabukten, Finska viken |
| Bottniska viken     | SNA: Bottenviken, Norra Kvarken, Bottenhavet, Ålands hav, Skärgårdshavet. SMHI: Bottenviken, Bottenhavet. |
| Bottenviken         | Området norr om Norra Kvarken. |
| Bälthavet           | Mecklenburgbukten, Kielbukten, Lilla och Stora Bält (danska sunden). |
| Öresund             | Öresund |
| Kattegatt           | Kattegatt |

## Politisk och militär historia
Under antiken kallades i latinska texter Östersjön för Mare Suebicum eller Mare Sarmaticum, efter de på den tiden på Östersjöns sydkust levande folken. I verket Karl den stores liv utgiven någon gång strax efter Karl den stores död 814, berättar författaren Eginhard att det västra havet "... har en lång smal vik österut vars norra kust bebos av danskar och svenskar, och vars östra kust bebos av slaver och ester". Han anger dock inget namn för havsviken. Mare Balticum, det namn som i dag används på de flesta språk i världen lär först ha använts av Adam av Bremen. Namnet "Balticum" har flera olika tänkbara förklaringar, härledda från Bälten, från de baltiska språkens "baltas", vit, som kan ha förmodats givit namn till den mytiska ön "Baltia" som nämns i Plinius verk Naturalis Historia där författaren beskriver ön "Baltia", tre dagars segling från skyternas kust. Ön ska ha varit rik på bärnsten. Senare källor förmodar att ön som Plinius nämner varit Ösel i Östersjön.. 
Vikingarna färdades över Östersjön under vikingatiden, och betraktade havet som ett farofyllt Ginnungagap, medan man under tiden efter Sveriges kristnande i stället hade föreställningar om att Djävulen lurade i havets djup. Sedan tog Hansan över, och under medeltiden var Danmark och Tyska orden viktiga östersjömakter. Under den svenska stormaktstiden tog Sverige över som regionens ledande stat.
Under Krimkriget 1854–1856 förde Frankrike och Storbritannien fram sina krigsflottor på Östersjön, då de angrep Sveaborg i konflikten med Ryssland. 1871 enades Tyskland, vilket gjorde stora att delar av Östersjöns södra kust tillföll det utropade Tyska kejsardömet. Delar av första världskriget till sjöss utspelades i Östersjön. 1920 återförenades Polen med Östersjökusten. Under andra världskriget blev Östersjöregionen återigen föremål för konflikt, då Tyskland och det dåvarande Sovjetunionen ockuperade Polen och de baltiska staterna. Världens största fartygskatastrof inträffade den 30 januari 1945, då fartyget Wilhelm Gustloff torpederades utanför Stolpmündebankarna i södra Östersjön och tog drygt 9 000 människor med sig i djupet.
Under det kalla kriget låg Östersjön i gränslandet mellan öst och väst, och blev i juni 1952 föremål för den så kallade Catalinaaffären. Åren 1969–1988 grälade Sverige och Sovjetunionen om gränsdragningen till havs i Östersjön. Under slutet av 1980-talet och början av 1990-talet fick miljöförstöringen i Östersjön stor medial uppmärksamhet. 1992 bildades Östersjörådet. En annan uppmärksammad händelse på Östersjön var då båten M/S Estonia den 28 september 1994 förliste på Östersjön i svår storm, och 852 ombordvarande omkom. Sedan den 1 maj 2004 ingår hela Östersjöns kust i EU-medlemsländer, med undantag av Sankt Petersburg och Kaliningrad.

## Östersjöns ekosystem
Östersjön är ett havsekosystem som likt många andra är starkt påverkat av människan, bland annat genom jordbruket och fisket. Några problem som uppmärksammats särskilt under senare decennier är övergödning, överfiske och miljögifter. Det är samtidigt ett grunt och bräckt hav med låg vattenomsättning och ett fåtal arter, vilket gör det till ett särskilt känsligt och bräckligt ekosystem. Det tar i genomsnitt 25–30 år för vattnet i Östersjön att ersättas med nytt, så gifter och näringsämnen finns kvar där länge.

### Övergödning

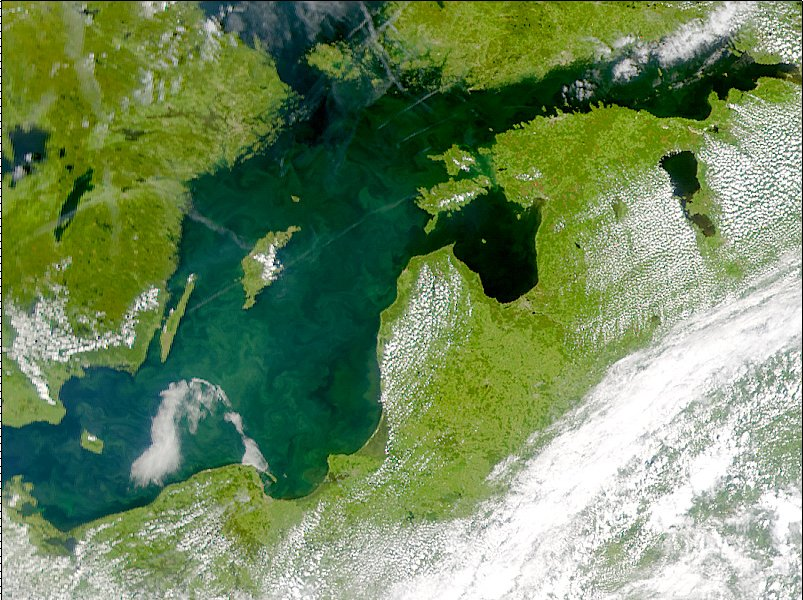
Algblomning i Östersjön den 3 juli 2001.

Östersjön har under senare delen av 1900-talet drabbats av en måttlig övergödning genom tillförsel av näringsämnen. I Egentliga Östersjön har siktdjupet minskat från cirka 10 meter år 1914–1939, till 7 meter under perioden 1969–1991. Huruvida det är fosfor, kväve eller båda dessa näringsämnen som långsiktigt styr algtillväxten i olika delar av Östersjön råder det delade meningar om. När näringsämnen tillförs ökar algtillväxten, vid vissa förhållanden som algblomning, varefter dött organiskt material faller till botten. Där förbrukas syrgasen av nedbrytare, och hypoxi (syrgasbrist) uppstår. I den syrefattiga miljön frisläpps tidigare bundet fosfor från sedimentet vilket förvärrar algblomningarna. Dessutom ligger vattnet i Östersjön i två skikt med lite blandning. Överst ligger vatten med låg salthalt och under detta ligger ett saltare vattenlager. Gränsskiktet mellan sötare och saltare vatten vid cirka 75 meter djup kallas haloklin. Sedan början av 1980-talet har stora inflöden av syrerikt saltvatten från Kattegatt skett mer sällan än tidigare, vilket har bidragit till problemen med bristande cirkulation och syresättning av bottenvattnet. Även utbyggnaden av Vattenkraften bidrar till sämre syresättning på grund av att stillastående vatten har ökat i Sverige under hela 1900-talet och det medför sämre syrehalt i Sveriges avrinningsområden och därmed i havsområdet.[källa behövs] Östersjön är således drabbat av syrebrist både till följd av övergödning samt minskat vatteninflöde genom Öresund, bälten samt från alla avrinningsområden som finns runt de baltiska länderna.

### Plankton, skarpsill och torsk
Traditionellt är det temperatur och salthalt som varit bestämmande för planktonsammansättningen, vilken i sin tur påverkar fiskar och andra större arter. Detta har dock förändrats sedan 1990-talet genom ökningen av skarpsill, som lever av plankton. En anledningen till att skarpsill har ökat så kraftigt är enligt forskare att torskfisket har minskat mängden torsk, vilket är en toppredator och normalt håller nere bestånden av skarpsill.

## Bilder

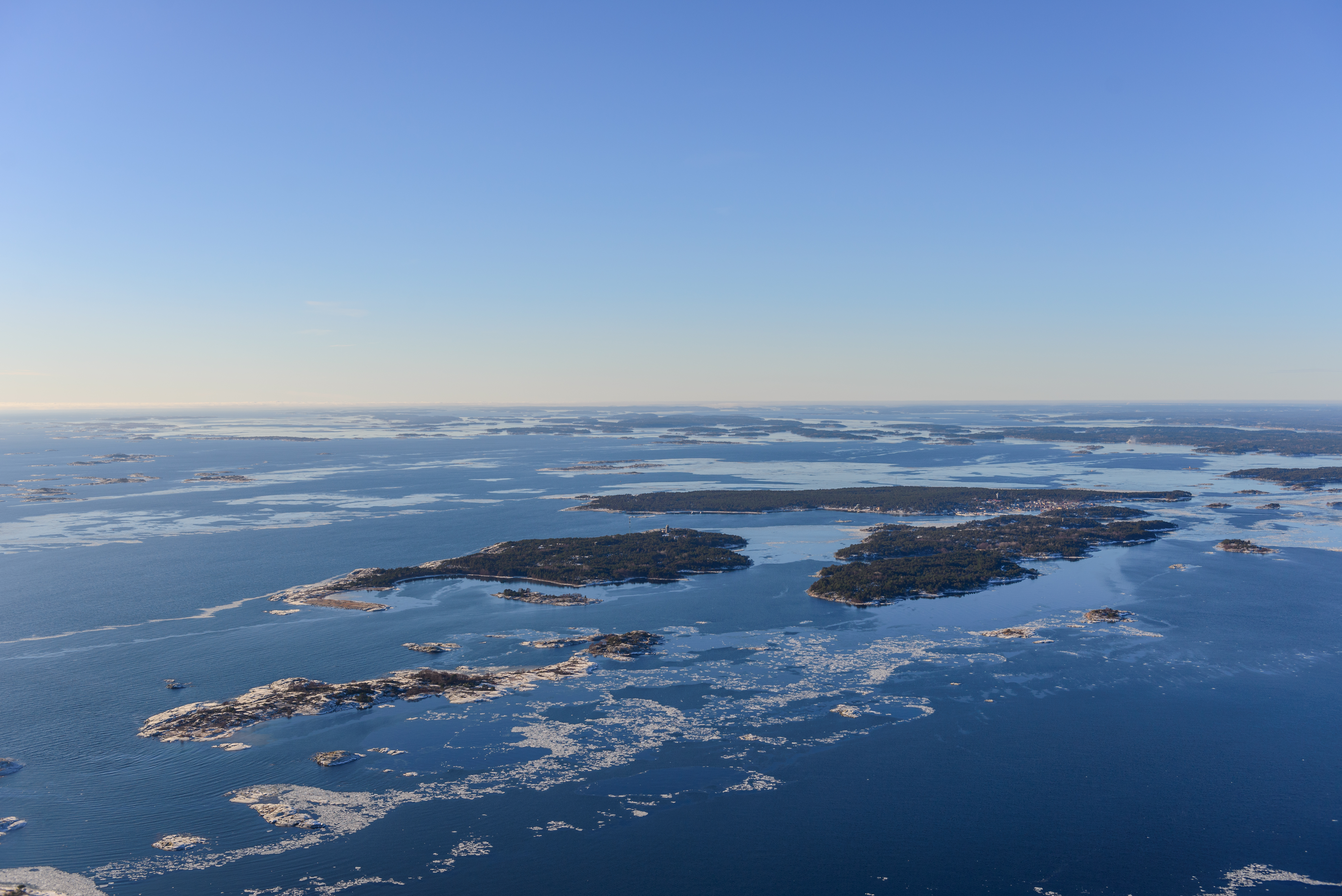
Stockholms skärgård
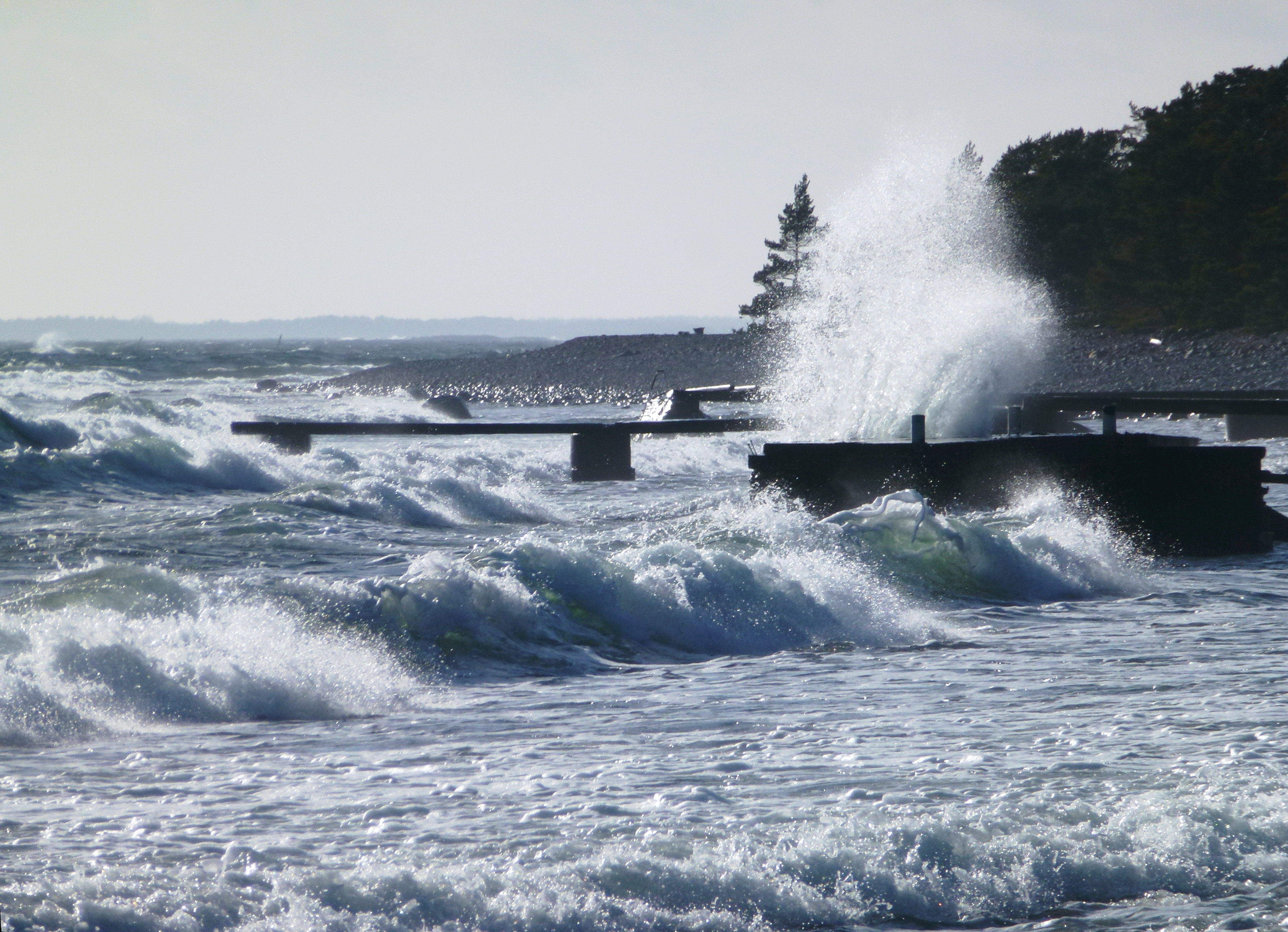
Vid Örens naturreservat
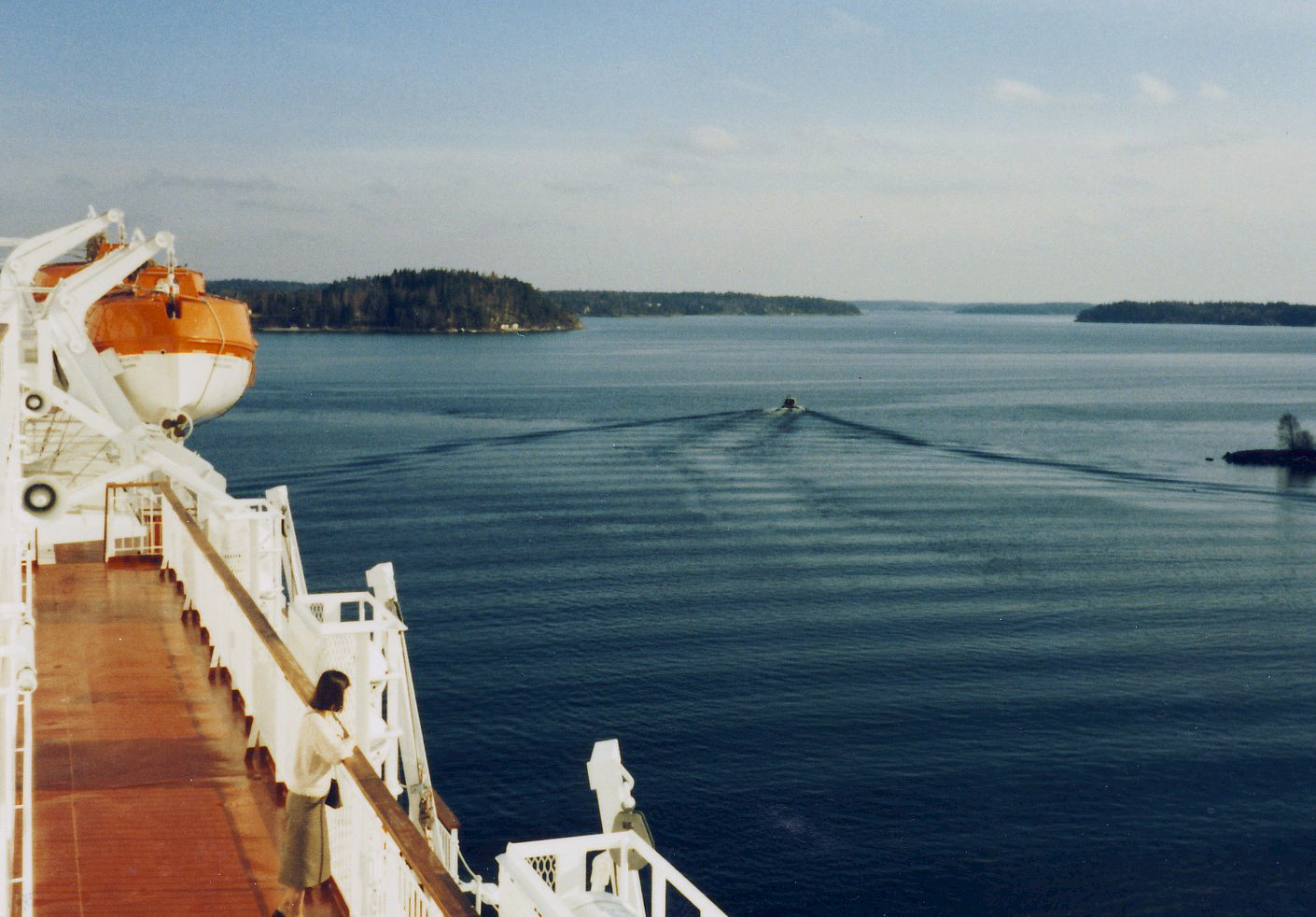
Ålands hav
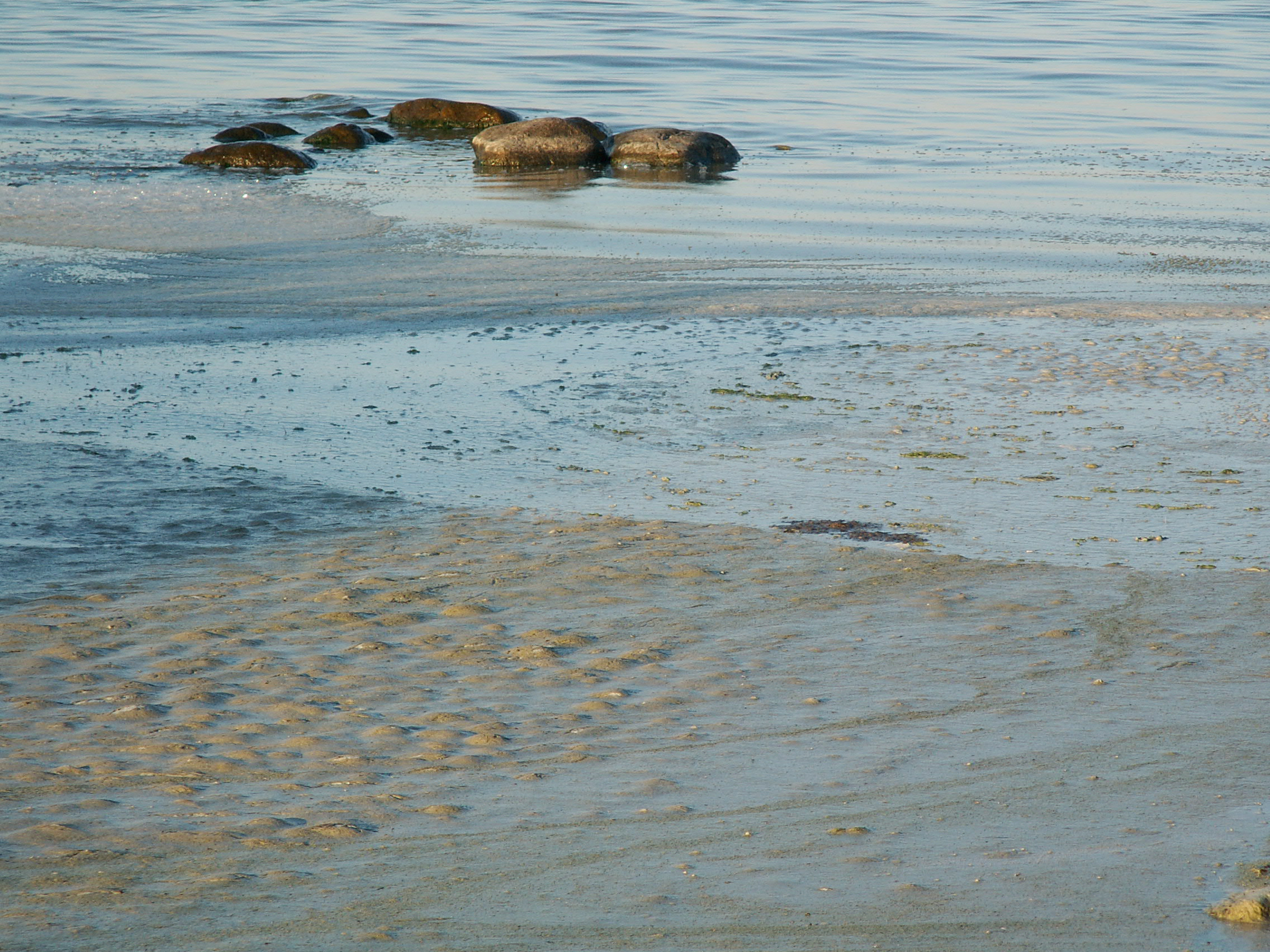
Algblomning, Ölands ostkust
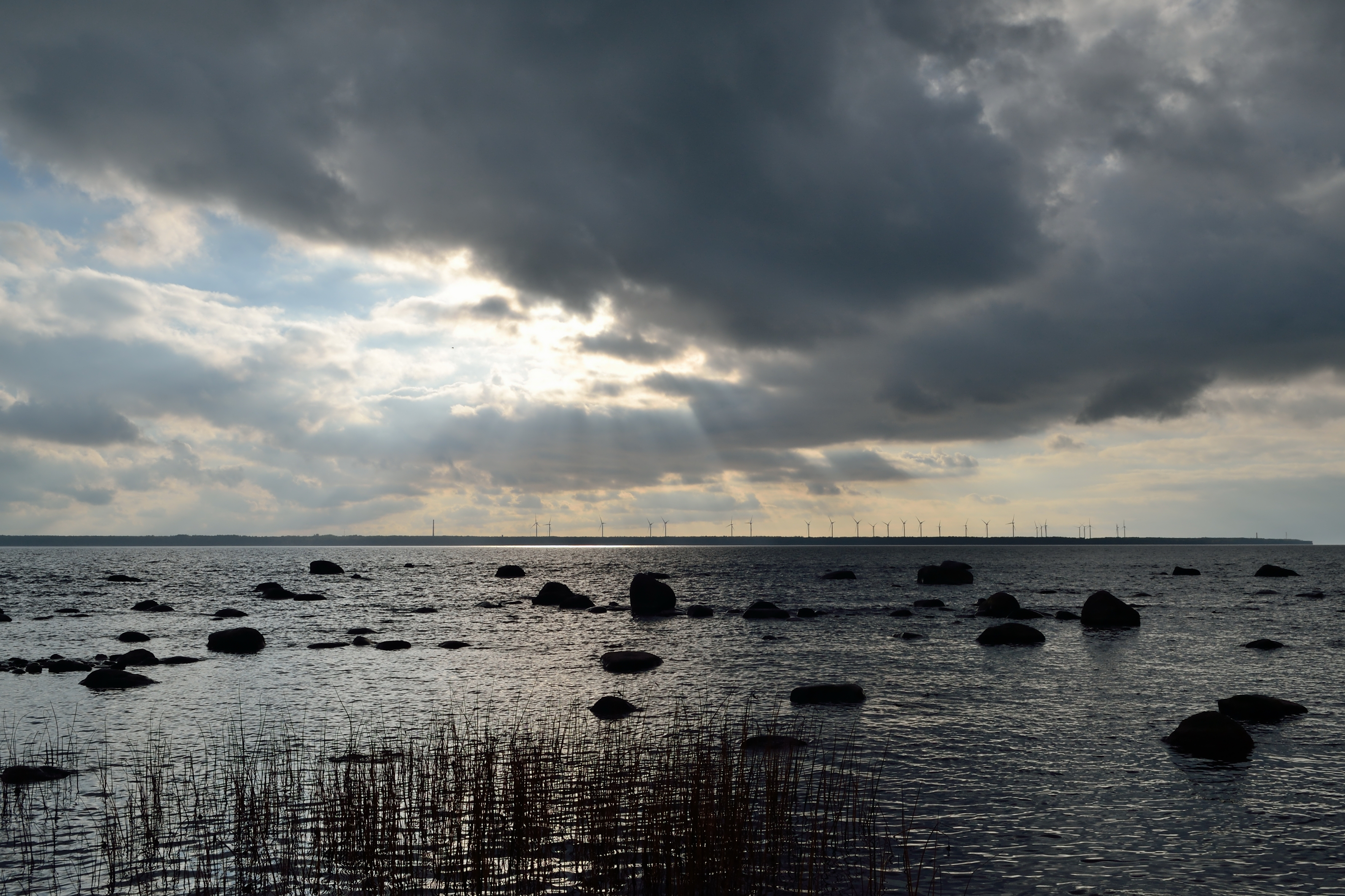
Packer, Estland
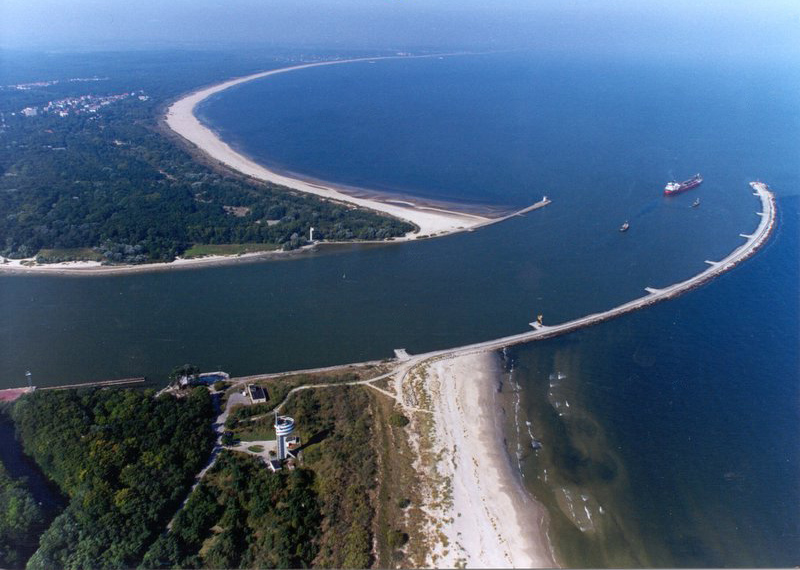
Świnoujście, Polen
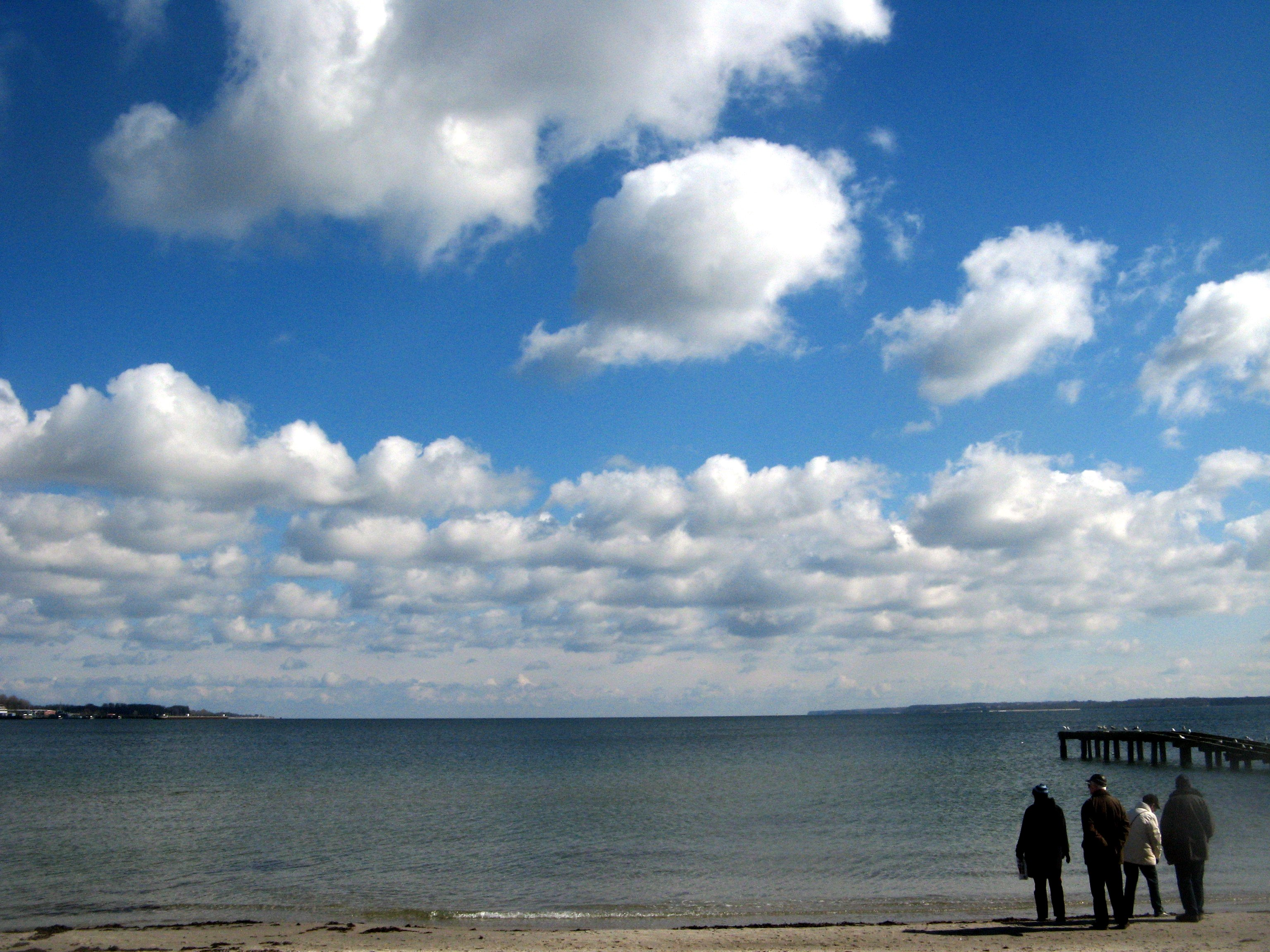
Eckernförde, Tyskland
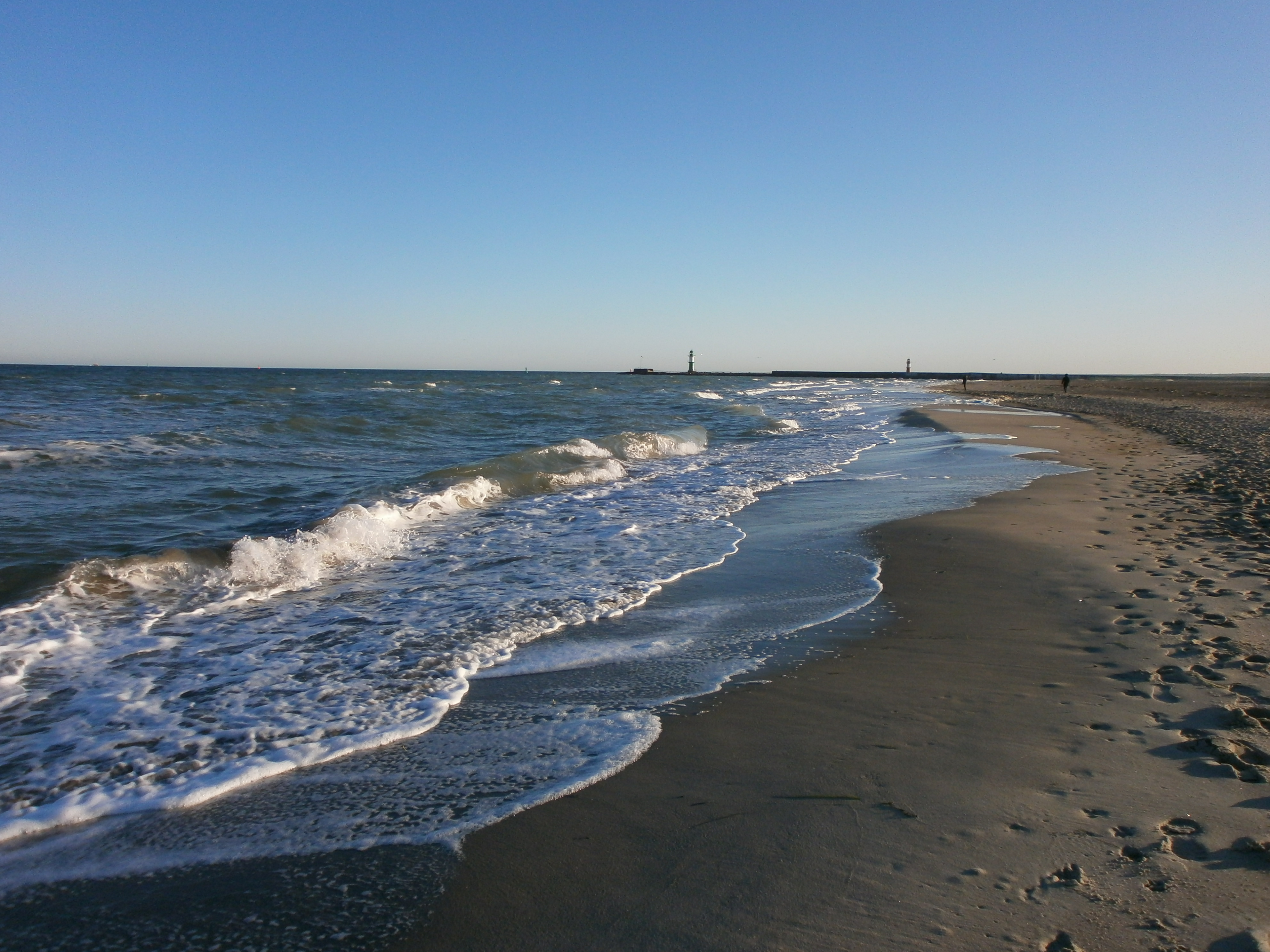
Warnemünde, Tyskland
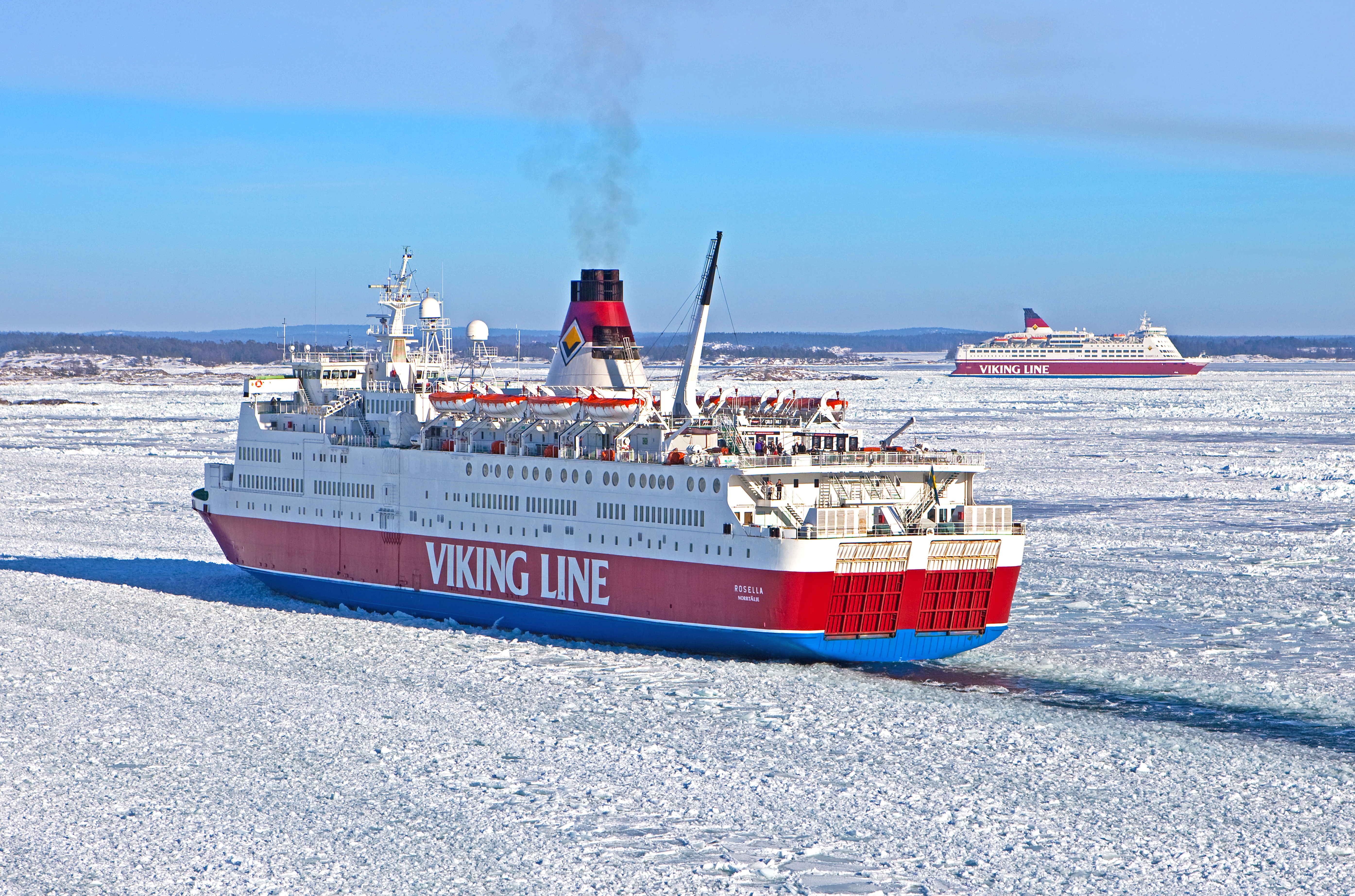
Östersjön vintertid